# Saint-Pierre-des-Échaubrognes
Saint-Pierre-des-Échaubrognes is een gemeente in het Franse departement Deux-Sèvres (regio Nouvelle-Aquitaine) en telt 1251 inwoners (1999). De plaats maakt deel uit van het arrondissement Bressuire.

## Geografie
De oppervlakte van Saint-Pierre-des-Échaubrognes bedraagt 29,1 km², de bevolkingsdichtheid is 43,0 inwoners per km².
De onderstaande kaart toont de ligging van Saint-Pierre-des-Échaubrognes met de belangrijkste infrastructuur en aangrenzende gemeenten.

## Demografie
Onderstaande figuur toont het verloop van het inwonertal (bron: INSEE-tellingen).

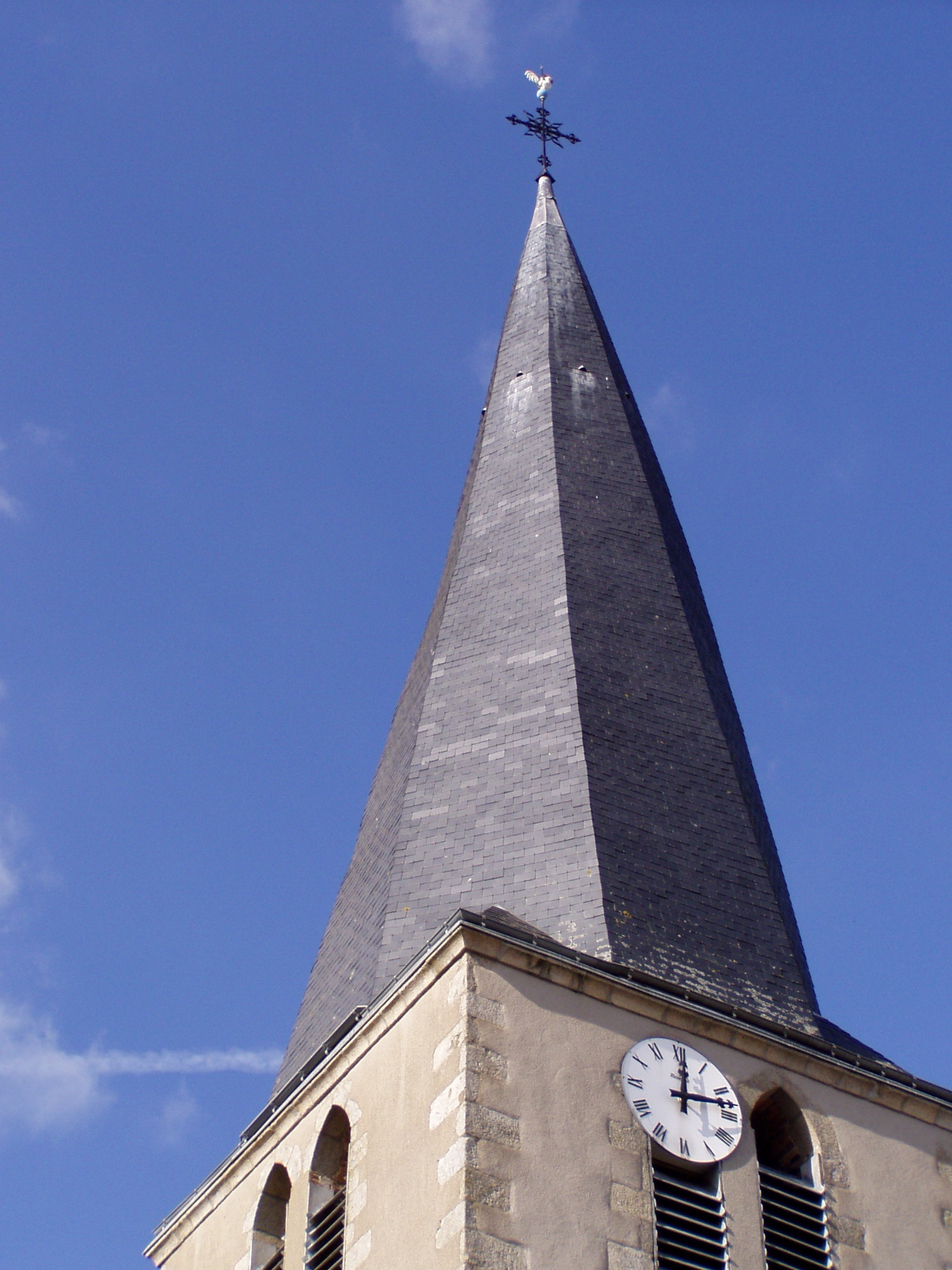
De gedraaide toren van de parochiekerk

1. ↑  Populations de référence 2022.